# 2025年6月

## 6月1日
- 卡罗尔·纳夫罗茨基在2025年波蘭总统选举第二轮投票中获胜。[1]
- 蘇丹總理卡米爾·伊德里斯（英语：Kamil Idris）解散僅成立1天的新政府。[2]。
- 美国科罗拉多州博爾德的亲以色列示威活动遭到袭击，一名男子朝示威人群投掷燃烧瓶，造成嫌犯在内的7人受伤。[3]
- 乌克兰军方对俄罗斯四座空军基地发动名为“蜘蛛網行動”的无人机袭击行动，宣称至少40架俄罗斯战机被炸毁。[4]
- 以色列军队向由以色列和美国领导的加沙人权基金会（英语：Gaza Humanitarian Foundation）救援物资发放点开火，造成至少30人死亡，100多人受伤。[5]
- 日本廢除懲役刑與禁錮刑，改為拘禁刑。[6]

## 6月2日
- 聯合國大會選出德國前外長安娜萊娜·貝爾伯克為新任聯合國大會主席。[7]
- 乌克兰国家安全局从水下炸毁克里米亚大桥的梁柱，为大桥第三度被炸毁。[8]
- 敘利亞大馬士革證券交易所因阿薩德政權垮台關閉半年後重新開放[9]。

## 6月3日
- 李在明於2025年大韓民國總統選舉中當選並立即就任第21任大韓民國總統。[10]
- 蒙古總理奧雲額爾登因兒子涉及醜聞，在民眾連日示威抗議及未能通過蒙古國會的信任決議後宣佈辭職。[11]
- 荷蘭自由黨因在移民問題上與其他執政黨意見相左而脫離執政聯盟，導致聯合政府崩潰，荷蘭總理迪克·斯霍夫宣佈辭職。[12]
- 薩摩亞總理菲婭梅·內奧米·馬塔阿法解散薩摩亞國會。[13]

## 6月4日
- 摩納哥大公阿爾貝二世提名菲利普·梅圖（英语：Philippe Mettoux）為摩納哥國務大臣。[14]
- 韓國總統李在明提名金民錫為新任國務總理，並完成魏聖洛任國家安保室長等任命。[15]
- 欧盟委员会和欧洲中央银行批准保加利亚自2026年1月1日起加入欧元区，同时启用保加利亚的欧元硬币。[16]

## 6月5日
- 布隆迪舉行2025年布隆迪議會選舉（英语：2025 Burundian parliamentary election）。[17]
- 美國總統唐納德·特朗普與中華人民共和國領導人習近平通話，為特朗普展開第二次總統任期後兩人首次通話[18]。
- 韩国总统李在明撤回了前代理总统韩悳洙的宪法法院法官的提名。[19]
- 日本月球探測器白兔-R M2着陸時失聯，之後任務宣告失敗。[20]

## 6月6日
- 孟加拉國臨時總理穆罕默德·尤努斯宣佈於2026年4月舉行下屆國會選舉（英语：2026 Bangladeshi general election）。[21]
- 美国移民及海关执法局在加利福尼亚州洛杉矶突击逮捕40多名非法移民，引发当地民众示威抗议，随后更引发骚乱。[22]

## 6月7日
- 2026年哥倫比亞總統選舉（英语：2026 Colombian presidential election）預備候選人米格爾·烏里韋在波哥大的活動遭槍擊[23]。

## 6月8日
- 葡萄牙國家足球隊在德國慕尼黑安聯球場舉辦的2024年至2025年歐洲國家聯賽決賽中先以2-2賽和西班牙國家足球隊，並最終於互射十二碼以5-3擊敗西班牙國家足球隊，第二度赢得歐國聯冠軍。[24]

## 6月9日
- 義大利為期兩天的關於外國人入籍的2025年義大利公投（英语：2025 Italian referendum）結束，因僅有30%的民眾投票未通過。[25]
- 關於韓國總統李在明的審判延期，且未指定判決日期。[26]
- 以色列軍方在國際水域攔截並登上「瑪德琳號」，強行扣押該船，阻止其前往加沙地帶，並拘捕包括瑞典氣候行動者格蕾塔·通貝里等船上人員[27]。

## 6月10日
- 針對菲律賓副總統莎拉·杜特蒂的彈劾審判在參議院開庭，當天發回眾議院進行審查。[28]
- 阿根廷前總統克莉絲蒂娜·德基西納判刑6年定讞。[29]
- 奥地利施蒂里亚州首府格拉茨三卫巷联邦高级中学（德语：Oberstufenrealgymnasium）发生校园枪击案，包括枪手在内的10人死亡，另有11人受伤[30]。

## 6月11日
- 2025年布隆迪議會選舉（英语：2025 Burundian parliamentary election）暫定結果顯示保卫民主全国委员会—保卫民主力量有望獲得所有議席。[31]

## 6月12日
- 越南国会通過決議，即日起將越南行政区划改為34省市，各省市政府於7月1日起運行。[32]
- 加州地方法院認定川普總統向洛杉磯派遣國民警衛隊違法。[33]
- 印度航空171号班机在印度艾哈迈达巴德的萨达尔·瓦拉巴伊·帕特尔国际机场起飞后不久坠毁，机上载有的241人罹難。[34]

## 6月13日
- 蒙古国国家大呼拉尔任命贡布扎布·赞登沙特尔为蒙古国总理。[35]
- 以色列空袭伊朗军政机关和核设施，並打死多名伊朗军政要员和核科学家[36][37]。伊朗為報復以色列襲擊，在襲擊數小時後空襲以色列[38]。以伊戰爭爆發[39]。

## 6月14日
- 美國明尼蘇達州發生連續槍擊民主黨籍州議會議員事件，明尼蘇達州眾議院前議長梅麗莎·霍特曼及其丈夫被殺，州參議院議員約翰·A·霍夫曼及其妻子受傷。[40]
- 美國陸軍建軍250週年閱兵典禮在华盛顿哥伦比亚特区举行，当天适逢特朗普生日，全美各地爆发抗议特朗普活动。[41][42]

## 6月15日
- 第51屆七大工業國組織會議一连三日在加拿大亞伯達省卡納納斯基斯舉行。[43]

## 6月16日
- 越南国会常務委員會通過決議，將各省市下轄市、縣等第二級行政區全部廢除，坊、社等第三級行政區合併後由各省市直接管轄。[44]

## 6月17日
- 第二届中国—中亚峰会在哈萨克斯坦阿斯塔纳举行[45]。
- 印度尼西亞弗洛勒斯島的勒沃托比火山噴發。[46]
- 日本製鐵正式收購美國鋼鐵公司。[47]
- 统治阿富汗的塔利班当局宣布终止与中国企业新疆中亚石油天然气有限公司一份25年的开采合同，因其未能有效履行合约，雇佣阿富汗人。[48]

## 6月19日
- 柬埔寨前總理洪森放出與泰國總理佩通坦·欽那瓦的私人對話（英语：Thailand–Cambodia phone call leak），導致佩通坦遭遇信任危機，自豪黨離開聯合政府。[49]

## 6月20日
- 羅馬尼亞總統尼庫紹爾·達恩提名伊利耶·博羅讓（英语：Ilie Bolojan）為羅馬尼亞總理。[50]

## 6月21日
- 巴基斯坦宣布提名美国总统特朗普角逐诺贝尔和平奖以表彰其在近期印巴冲突中的外交干预和关键领导力。[51]

## 6月22日
- 美国空军和海军对伊朗多座地下核设施发动袭击，标志着美国正式介入以色列与伊朗的冲突。[52]
- 战胜夺得2024-25赛季NBA总冠军，当选总决赛最有价值球员。[53]
- 敘利亞大馬士革一間希臘東正教教堂瑪爾·聖以利亞教堂在信眾祈禱期間遭遇一名槍手闖入後開火，並引爆自殺式爆炸裝置，造成至少23人死亡，包括兇手本人，另有63人受傷[54]。

## 6月23日
- 薇拉·魯賓天文台發布其新型8.4公尺或28英尺望遠鏡的首批開光影像。[55]
- 伊朗革命卫队向隶属于美军的卡塔尔乌代德空军基地发动空袭，以报复美军早前袭击伊朗核设施。[56]
- 美國總統當勞·特朗普發表聲明，宣佈以色列與伊朗就以伊戰爭達成停火協議[57]。
- 罗马尼亚议会批准伊利耶·博羅讓（英语：Ilie Bolojan）任羅馬尼亞總理及其內閣成立。[58]

## 6月25日
- 越南第十五届国会第九次会议取消了8项适用于死刑的罪名，包括颠覆人民政权罪；破坏国家物质技术基础设施罪；生产、贩卖各类假药罪；非法运输毒品罪；破坏和平、发动侵略战争罪；间谍罪；贪污罪及受贿罪。[59]
- 亞美尼亞國家安全局（英语：National Security Service (Armenia)）宣佈，已拘捕曾領導2024年亞美尼亞抗議（英语：2024 Armenian protests）的大主教巴格拉特·加爾斯坦揚（英语：Bagrat Galstanyan）及另外14名反對派人士，指控其密謀發動政變[60]。
- 法甲球队奥林匹克里昂因财务违规被降级至法乙，球队仍然可以提出申诉。[61]
- 香港四大才子之一蔡瀾逝世，享年83歲[62]。

## 6月26日
- 菲利普·梅圖（英语：Philippe Mettoux）宣佈放棄擔任摩納哥國務大臣。[63]

## 6月27日
- 中国十四届全国人大常委会第十六次会议经表决，免去苗华的中央军事委员会委员职务。[64]
- 俄羅斯國家近衛軍、內務部和安全局在葉卡捷琳堡聯合展開拘捕行動，拘捕50名阿塞拜疆裔俄羅斯人及阿塞拜疆僑民，其中2人在拘捕期間死亡，事件導致阿塞拜疆與俄羅斯關係急劇惡化（俄语：Азербайджано-российский конфликт (2025)）[65]。

## 6月28日
- 李竺芯和落日飛車在第36屆金曲獎獲得最多獎項，另外Energy以星期五晚上獲得年度歌曲獎。[66]

## 6月29日
- 智利前劳动和社会保障部部长、智利共产党成员珍妮特·哈拉赢得“为了智利团结”联盟的2025年总统初选（西班牙语：Primarias presidenciales de Unidad por Chile de 2025）[67]。
- 香港最后一个泛民主派政党社会民主连线正式解散。[68]
- 美國愛達荷州科達倫附近的坎菲爾德山（英语：Canfield Mountain）發生一宗蓄意縱火及槍擊案，兇手借機伏擊前來救援的應急人員，造成2名消防員殉職，另一人重傷[69]。

## 6月30日
- 尼斯市長克里斯蒂安·埃斯特羅吉（英语：Christian Estrosi）夫妻以及法國電視台台長德爾芬·埃爾諾特（法语：Delphine Ernotte）等人因涉嫌挪用2023年少歐歌唱大賽以及氣候峰會的資金而被警察拘留調查。[70][71]
- 印度泰倫加納邦森加雷迪帕什米拉拉姆的Sigachi工業有限公司化工廠發生爆炸，導致36人死亡、34人受傷[72]。
- 美國總統當勞·特朗普簽署行政命令（英语：List of executive actions by Donald Trump），解除敘利亞阿薩德政權時期實施的所有制裁，但與阿薩德家族及其同夥和相關機構的制裁除外[73]。